# Ficus tristaniifolia
Ficus tristaniifolia är en mullbärsväxtart som beskrevs av Edred John Henry Corner. Ficus tristaniifolia ingår i släktet fikonsläktet, och familjen mullbärsväxter. Inga underarter finns listade i Catalogue of Life.